# Edeltraud Koch
Edeltraud Koch (13 de septiembre de 1954) es una deportista alemana que compitió para la RFA en natación. Ganó una medalla de bronce en el Campeonato Europeo de Natación de 1970, en la prueba de 100 m mariposa.

## Palmarés internacional
| Campeonato Europeo | Campeonato Europeo | Campeonato Europeo | Campeonato Europeo |
| Año                | Lugar              | Medalla            | Prueba             |
| ------------------ | ------------------ | ------------------ | ------------------ |
| 1970               | Barcelona (España) | Medalla de bronce  | 100 m mariposa     |